# 多特蒙德資料庫
多特蒙德資料庫（縮寫為DDB）是收錄熱力學與熱物理數據的事實資料庫。其主要用途為提供過程模擬所需之數據，而這些實驗數據是設計、分析、合成及優化化學過程的基礎。DDB被用於擬合NRTL或UNIQUAC等熱力學模型之參數，如蒸氣壓的安托萬方程。DDB也被應用於發展和修訂UNIFAC和PSRK等預測方法。

## 內容

### 混合物性質

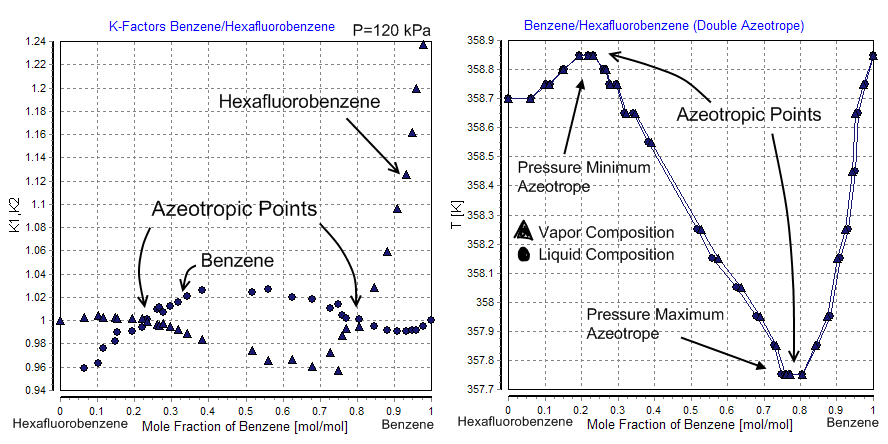
苯與六氟苯之雙共沸點，取自多特蒙德資料庫

- 相平衡數據（氣液、液液、固液）、共沸及非共沸數據
- 混合焓
- 氣體溶解度
- 無限稀釋下的活性度
- 熱容量及超額熱容量
- 體積、密度及超額體積
- 鹽溶解度
- 辛醇-水分配係數
- 臨界點數據

### 純物質性質

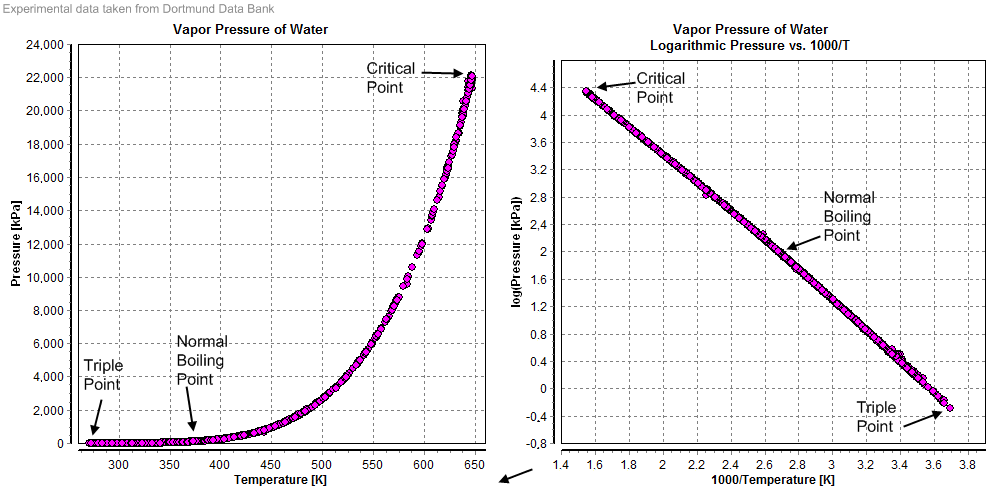
水的蒸氣壓圖

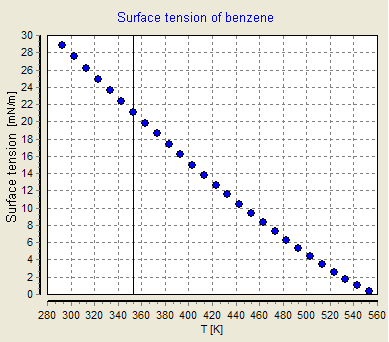
苯的表面張力
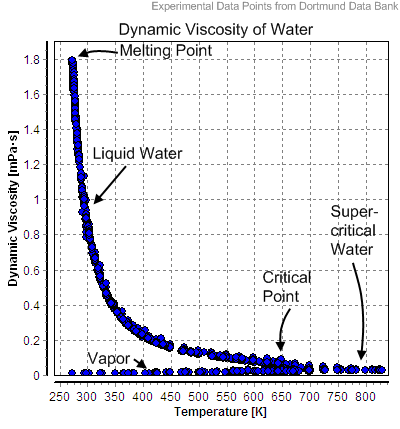
水的動態粘度
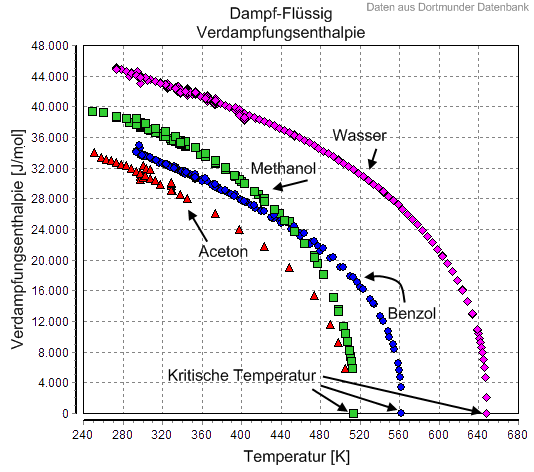
水、甲醇、苯和丙酮的汽化熱

- 飽和蒸汽壓
- 飽和密度
- 黏度
- 熱導率
- 臨界點數據（Tc, Pc, Vc）
- 三相點
- 熔點
- 熱容量
- 熔化熱、汽化熱和昇華熱
- 生成焓和燃燒熱
- 固體過渡的熱量和溫度
- 聲速
- P-v-T數據及其維里係數
- 能量函數
- 焓和熵
- 表面張力

- 苯的表面張力
- 水的動態粘度
- 水、甲醇、苯和丙酮的汽化熱

## 外部連結
- DDBST GmbH （页面存档备份，存于）
- DDB Online Search （页面存档备份，存于）
- DECHEMA （页面存档备份，存于）
- Topological Analysis of the Gibbs Energy Function (Liquid-Liquid Equilibrium Correlation Data). Including a Thermodinamic Review and a Graphical User Interface (GUI) for Surfaces/Tie-lines/Hessian matrix analysis - University of Alicante